# Deleni (Vaslui)
Deleni is een Roemeense gemeente in het district Vaslui.
Deleni telt 2514 inwoners.